# Love and Other Drugs
Love and Other Drugs är en amerikansk dramafilm från 2010.

## Handling
Jamie är en framgångsrik säljare inom läkemedelsindustrin som gör allt för att klättra på karriärstegen. När han träffar Maggie, en ung kvinna med Parkinsons sjukdom, blir han förälskad på ett sätt han inte varit tidigare. De inleder ett förhållande, men Maggie lämnar Jamie eftersom hon inte vill att han ska tvingas att ta hand om henne när hennes symptom förvärras. Jamie vill återförenas med Maggie, men när han blir erbjuden ett bra jobb på annan ort tvingas han välja mellan karriären och kärleken.

## Om filmen
Love and Other Drugs regisserades av Edward Zwick, som även skrivit filmens manus tillsammans med Charles Randolph och Marshall Herskovitz. Samma trio har även, tillsammans med Scott Stuber och Pieter Jan Brugge, producerat filmen. 
Filmen är baserad på boken Hard Sell: The Evolution of a Viagra Salesman av Jamie Reidy.

## Rollista (urval)
- Jake Gyllenhaal - Jamie Randall
- Anne Hathaway - Maggie Murdock
- Oliver Platt - Bruce Winston
- Hank Azaria - dr Stan Knight
- Josh Gad - Josh Randall
- Jill Clayburgh - Nancy Randall
- Gabriel Macht - Trey Hannigan
- Judy Greer - Cindy
- Katheryn Winnick - Lisa
- Jaimie Alexander - Carol
- Michael B. Washington – Richard
- Ian Harding - trainee på Pfizer